# Liste der Marschälle der Sowjetunion

Schulterklappe eines Marschalls der Sowjetunion (1943)

Der Marschall der Sowjetunion (russisch Маршал Советского Союза) war ein militärischer Rang in den Streitkräften der Sowjetunion. Er wurde 1935 von Josef Stalin eingeführt und im Zuge des Zusammenbruchs der UdSSR im Jahre 1991 abgeschafft. Insgesamt wurde dieser Dienstgrad an 41 Personen verliehen. Dazu kamen noch einmal drei Admirale der Flotte der Sowjetunion, welche dem Marschall der Sowjetunion im Rang gleichgestellt waren. Im Jahre 1943 wurden zusätzlich die Ränge Marschall der Waffengattung und Hauptmarschall der Waffengattung eingeführt. Obwohl beide Dienstgrade nicht zu den Marschällen der Sowjetunion gezählt werden, sind der Vollständigkeit halber auch die Hauptmarschälle der Waffengattungen mit aufgelistet. Auf eine Aufzählung der einfachen Marschälle der Waffengattungen wurde verzichtet, da diese im Rang den Armeegeneralen gleichgestellt waren und diese beiden Ranggruppen den Rahmen dieser Liste sprengen würden.
Im Jahre 1993 wurde der Titel Marschall der Russischen Föderation eingeführt und steht in der Traditionsfolge zum Marschall der Sowjetunion.
Die Liste wurde zur besseren Übersicht untergliedert:
- Die Marschälle der Sowjetunion sind chronologisch nach dem Datum ihrer Ernennung geordnet:
die Zeit bis zum Beginn des „Großen Vaterländischen Krieges“ (1935–1941)
die Zeit des „Großen Vaterländischen Krieges“ selbst (1941–1945)
die Zeit des Kalten Krieges (1945–1991).
- Die Hauptmarschälle der Waffengattungen sind nach ihren jeweiligen Waffengattungen geordnet

## Marschälle der Sowjetunion
| Bild                                                   | Name                                                 | Ernennung                                        | Anmerkungen |
| Vor dem Großen Vaterländischen Krieg (1935–1941)       | Vor dem Großen Vaterländischen Krieg (1935–1941)     | Vor dem Großen Vaterländischen Krieg (1935–1941) | Vor dem Großen Vaterländischen Krieg (1935–1941) |
| ------------------------------------------------------ | ---------------------------------------------------- | ------------------------------------------------ | --- |
|                                                        | Wassili Konstantinowitsch Blücher (1889–1938)        | 20. November 1935                                | Unteroffizier im Ersten Weltkrieg. Ab 1918 in der Roten Armee. Führte während des Bürgerkrieges das Kommando in Sibirien. Erster Träger des Rotbannerordens. Von 1924 bis 1927 als Militärberater in China. Im Zuge der Stalinschen Säuberungen ermordet und erst 1956 wieder als Held des Bürgerkrieges rehabilitiert. |
|                                                        | Semjon Michailowitsch Budjonny (1883–1973)           | 20. November 1935                                | Bauernsohn, der im Ersten Weltkrieg, Bürgerkrieg und Polnisch-Sowjetischen Krieg Kavallerietruppen führte. Von 1924 bis 1937 Inspekteur der Kavallerie. Seit 1937 im Zentralrat der KPdSU und im Zweiten Weltkrieg Frontbefehlshaber. Seit 1946 im Obersten Sowjet. |
|                                                        | Alexander Iljitsch Jegorow (1883–1939)               | 20. November 1935                                | Offizier im Ersten Weltkrieg. Zeichnete sich im Bürgerkrieg in der Ukraine aus. Von 1925 bis 1926 Militärberater in China. Danach Oberkommandierender der Roten Armee in Belarus und ab 1931 Chef des Generalstabes. Im Zuge der Großen Säuberungen hingerichtet und erst nach Stalins Tod rehabilitiert. |
|                                                        | Michail Nikolajewitsch Tuchatschewski (1893–1937)    | 20. November 1935                                | Aus verarmtem Adel stammender Unterleutnant im Ersten Weltkrieg. Ab 1918 in der KPdSU und im Bürgerkrieg Armeebefehlshaber. Seit 1920 im Generalstab, kommandierte er eine Front im Polnisch-Sowjetischen Krieg. In den folgenden Jahren Organisator der sowjetischen Streitkräfte, 1925 bis 1928 Chef des Generalstabes und seit 1936 stellvertretender Volkskommissar für Verteidigung. Hingerichtet im Zuge der Großen Säuberungen. |
|                                                        | Kliment Jefremowitsch Woroschilow (1881–1969)        | 20. November 1935                                | Seit 1899 in der Arbeiterbewegung und während der Revolution politischer Aktivist. Im Bürgerkrieg an der Organisation der Roten Armee beteiligt. Von 1927 bis 1940 Volkskommissar für Verteidigung. Im Zweiten Weltkrieg Befehlshaber der Leningrader Front und von 1945 bis 1947 Vorsitzender der sowjetischen Kontrollkommission in Ungarn. Als Vorsitzender des Obersten Sowjets von 1953 bis 1960 Staatsoberhaupt der UdSSR. Von 1966 bis 1969 noch einmal Mitglied im Obersten Sowjet.                                                                                           |
|                                                        | Grigori Iwanowitsch Kulik (1890–1950)                | 7. Mai 1940                                      | Bauernsohn und Soldat des Ersten Weltkrieges. Seit 1918 in der Roten Armee und im Bürgerkrieg Kommandeur der Artillerie. Seit 1939 stellvertretender Volkskommissar für Verteidigung. 1939 Befehlshaber der Artillerie im Krieg gegen Polen und im Winterkrieg. 1942 zum Generalmajor degradiert. Im Zuge der zweiten Großen Säuberung 1950 hingerichtet und erst 1956 rehabilitiert. |
|                                                        | Boris Michailowitsch Schaposchnikow (1882–1945)      | 7. Mai 1940                                      | Bereits im Ersten Weltkrieg Generalstabsoffizier. 1918 Eintritt in die Rote Armee als Stellvertretender Chef der Operativen Verwaltung des Stabes des Obersten Kriegsrates. Ab 1921 stellvertretender Oberbefehlshaber der Roten Armee. Neben anderen Posten ab 1937 auch Stellvertreter des Volkskommissars für Verteidigung und 1942 Generalstabschef. |
|                                                        | Semjon Konstantinowitsch Timoschenko (1895–1970)     | 7. Mai 1940                                      | Bauernsohn und Soldat des Ersten Weltkrieges. Eintritt in die Rote Armee 1918 und Auszeichnung während des Bürgerkrieges. Nach dem Krieg verschiedene höhere Truppenkommandos. 1939 Frontbefehlshaber im Krieg gegen Polen und im Winterkrieg. Ab 1940 Volkskommissar für Verteidigung und von 1941 bis 1943 Befehlshaber verschiedener Fronten. Danach in der STAVKA tätig und nach dem Krieg Kommandeur des Belarussischen Militärbezirkes. |
| Während des Großen Vaterländischen Krieges (1941–1945) |                                                      |                                                  | |
|                                                        | Georgi Konstantinowitsch Schukow (1896–1974)         | 18. Januar 1943                                  | Unteroffizier im Ersten Weltkrieg und ab 1918 bei den Bolschewiki. Bis 1937 Aufstieg zum Korpskommandeur. 1939 Sieg über die japanische Armee am Chalhin Gol. Von 1941 bis 1945 Kommandeur verschiedener Fronten, u. a. in der Schlacht um Moskau, Stalingrad und Berlin. Danach Vorsitzender der Sowjetischen Militäradministration. Seit 1955 Volkskommissar für Verteidigung und ab 1957 im Zentralkomitee der KPdSU, aber noch im selben Jahr aller Ämter enthoben. |
|                                                        | Alexander Michailowitsch Wassilewski (1895–1977)     | 16. Februar 1943                                 | Priestersohn und Offizier im Ersten Weltkrieg. Seit 1919 in der Roten Armee, in der er im Bürgerkrieg aufstieg. Ab 1937 im Generalstab und dann 1942 Generalstabschef. 1945 Frontbefehlshaber und danach Kommandeur der Truppen im Fernen Osten gegen Japan. Von 1949 bis 1953 Volkskommissar für Verteidigung und 1952 bis 1961 Mitglied des Zentralkomitees der KPdSU. |
|                                                        | Josef Stalin (1878–1953)                             | 6. März 1943                                     | Revolutionär und Aktivist aus Georgien. Seit 1917 verschiedene hohe Ämter bei den Bolschewiki und ab 1922 Generalsekretär des Zentralkomitees der KPdSU. Seit dem Ende der 1920er Jahre Diktator. Von 1941 bis 1953 Präsident der sowjetischen Regierung, Volkskommissar für Verteidigung von 1941 bis 1946 und Oberkommandierender der Streitkräfte. Schuf 1945 den Rang Generalissimus der Sowjetunion über dem Marschall-Rang für sich. |
|                                                        | Iwan Stepanowitsch Konew (1897–1973)                 | 20. Februar 1944                                 | Soldat im Ersten Weltkrieg und anschließend in der Roten Armee. Bis 1941 Aufstieg zum Generalleutnant. Von 1941 bis 1945 Kommandeur verschiedener Fronten. Von 1945 bis 1947 Oberbefehlshaber der sowjetischen Truppen in Österreich und Ungarn, danach bis 1957 Oberbefehlshaber aller Landstreitkräfte der UdSSR. Von 1955 bis 1960 Befehlshaber der Truppen des Warschauer Paktes und danach bis 1962 der Truppen in der DDR (GSSD). Mitglied des Obersten Sowjets und des Zentralkomitees der KPdSU.                                                                              |
|                                                        | Leonid Alexandrowitsch Goworow (1897–1955)           | 18. Juni 1944                                    | Sohn eines Seemanns und Student, dann Offizier im Ersten Weltkrieg. Übertritt zur Roten Armee. Gründete 1936 die Militärakademie des Generalstabes und hatte im Zweiten Weltkrieg verschiedenen Truppen- und Frontkommandos. Nach dem Krieg Generalinspekteur der Landstreitkräfte und der Luftstreitkräfte. |
|                                                        | Konstantin Konstantinowitsch Rokossowski (1896–1968) | 29. Juni 1944                                    | Fabrikarbeiter aus verarmten polnischem Adel und Soldat im Ersten Weltkrieg. Danach in der Roten Armee und im Bürgerkrieg tätig. Ende der 1930er Jahre als Militärberater in China. Von 1937 bis 1940 eingesperrt und gefoltert, dann aber rehabilitiert. Im Zweiten Weltkrieg Armee- und Frontkommandeur. Wurde nach dem Krieg auch zum Marschall von Polen und polnischen Verteidigungsminister (bis 1956) ernannt. Danach war er Generalinspektor der sowjetischen Streitkräfte.                                                                                                   |
|                                                        | Rodion Jakowlewitsch Malinowski (1898–1967)          | 10. September 1944                               | Ukrainischer Bauernsohn und Soldat im Ersten Weltkrieg. Eintritt in die Rote Armee und Dienst im Bürgerkrieg. Im Spanischen Bürgerkrieg Militärberater. Im Zweiten Weltkrieg verschiedene Truppenkommandos, danach Befehlshaber im Fernen Osten. Ab 1956 Oberkommandierender der Landstreitkräfte. Ab 1957 Volkskommissar für Verteidigung. Seit 1946 Abgeordneter im Obersten Sowjet und seit 1956 im Zentralkomitee der KPdSU. |
|                                                        | Fjodor Iwanowitsch Tolbuchin (1894–1949)             | 12. September 1944                               | Bauernsohn und Offizier im Ersten Weltkrieg. Im Bürgerkrieg und im Zweiten Weltkrieg Stabsoffizier, dann auch Frontbefehlshaber. Nach dem Krieg Mitglied im Obersten Sowjet und Kommandeur des Transkaukasischen Militärbezirkes. |
|                                                        | Kirill Afanassjewitsch Merezkow (1897–1968)          | 26. Oktober 1944                                 | Bauernsohn und kommunistischer Aktivist. Mitglied der SDAPR. Im Bürgerkrieg Stabsoffizier. Armeekommandeur im Winterkrieg und 1940 Generalstabschef. Armee- und Frontkommandeur im Zweiten Weltkrieg. |
| Nach dem Großen Vaterländischen Krieg (1945–1990)      |                                                      |                                                  | |
|                                                        | Lawrenti Beria (1899–1953)                           | 9. Juli 1945                                     | Abchasischer Bauernsohn. Ab 1917 bei den Bolschewiki und 1921 in der Tscheka. Danach Leiter der GPU. Vorsitzenden der Kommunistischen Partei in Georgien und seit 1931 Vorsitzender der Transkaukasischen Republik. Ab 1938 Volkskommissar des Inneren und seit 1946 im Zentralkomitee der KPdSU. Ab 1949 Chef der sowjetischen Atomwaffen-Einheiten. 1953 Volkskommissar des Inneren, dann jedoch verhaftet und erschossen. |
|                                                        | Wassili Danilowitsch Sokolowski (1897–1968)          | 3. Juli 1946                                     | Bauernsohn und anti-zaristischer Aktivist. Seit 1918 in der Roten Armee. Stabsoffizier im Bürgerkrieg. 1931 Eintritt in die KPdSU. Stabsoffizier und Frontbefehlshaber im Zweiten Weltkrieg. Von 1946 bis 1949 Chef der Sowjetischen Militäradministration in Deutschland. Von 1952 bis 1960 Chef des Generalstabes. Von 1961 bis 1968 Mitglied des Zentralkomitees der KPdSU. |
|                                                        | Nikolai Alexandrowitsch Bulganin (1895–1975)         | 3. November 1947                                 | Beamtensohn und seit 1917 bei den Bolschewiki. Ab 1918 in der Tscheka. Von 1931 bis 1940 Bürgermeister von Moskau und 1937 bis 1941 Vorsitzender der Staatsbank. Im Zweiten Weltkrieg Vorsitzender des Nationalen Verteidigungskomitees und seit 1947 stellvertretender Ministerpräsident der UdSSR, dann Volkskommissar für Verteidigung. Nach dem gescheiterten Putschversuch gegen Chruschtschow 1957 von allen Ämtern entbunden. |
|                                                        | Howhannes Baghramjan (1897–1982)                     | 11. März 1955                                    | Armenischer Herkunft. Freiwilliger im Ersten Weltkrieg und ab 1920 in der Roten Armee. Seit 1938 Lehrer an der Generalstabsschule und Stabsoffizier. Im Zweiten Weltkrieg Kommandeur der 11. Gardearmee und der 1. Baltischen Front. Nach dem Krieg gegen Partisanen in Lettland eingesetzt. 1955 stellvertretender Verteidigungsminister. |
|                                                        | Sergei Semjonowitsch Birjusow (1904–1964)            | 11. März 1955                                    | Eintritt in die Rote Armee 1922; ab 1940 im Generalsrang. Im Zweiten Weltkrieg Truppenführer und Stabsoffizier. Seit 1945 Kommandeur der sowjetischen Besatzungstruppen in Bulgarien. Im April 1955 Oberkommandierender der Luftstreitkräfte und Stellvertretender Verteidigungsminister der UdSSR. 1962 Oberbefehlshaber der Strategischen Raketentruppen. 1963 Chef des Generalstabes. Tod bei einem Flugzeugunglück. |
|                                                        | Andrei Antonowitsch Gretschko (1903–1976)            | 11. März 1955                                    | Ukrainischer Herkunft und seit 1919 in der Roten Armee. Seit 1928 Mitglied der KPdSU. Armeebefehlshaber im Zweiten Weltkrieg. Von 1953 bis 1957 Oberkommandierender der Sowjetischen Streitkräfte in Deutschland und 1960 Oberkommandierender der Warschauer-Vertrags-Truppen. Von 1967 bis 1976 Verteidigungsminister. |
|                                                        | Andrei Iwanowitsch Jerjomenko (1892–1970)            | 11. März 1955                                    | Soldat im Ersten Weltkrieg und seit 1918 in der Roten Armee und in der KPdSU. Im Zweiten Weltkrieg Front-Kommandeur, danach in der Gruppe der Generalinspekteure des Ministeriums für Verteidigung und Mitglied des Obersten Sowjet. |
|                                                        | Kirill Semjonowitsch Moskalenko (1902–1985)          | 11. März 1955                                    | Bauernsohn; seit 1920 in der Roten Armee. Ab 1926 in der KPdSU. Im Zweiten Weltkrieg Korps- und Armeekommandeur. 1960 Oberkommandierender der Raketentruppen und 1962 Stellvertreter des Verteidigungsministers. |
|                                                        | Wassili Iwanowitsch Tschuikow (1900–1982)            | 11. März 1955                                    | Eintritt in die Rote Armee 1918, in die KPdSU 1919. Nahm als Armeebefehlshaber am Einmarsch in Polen und in Finnland teil. 1940 bis 1942 Militärattaché in China, danach Armeebefehlshaber im Zweiten Weltkrieg. 1949 bis 1953 Chef der Sowjetischen Kontrollkommission und Oberkommandierender der Sowjetischen Streitkräfte in Deutschland. Ab 1961 im Zentralkomitee der KPdSU. 1960 bis 1964 Inspekteur der Landstreitkräfte und stellvertretender Verteidigungsminister. 1964 bis 1972 Chef der Zivilverteidigung und seit 1972 Generalinspekteur des Verteidigungsministeriums. |
|                                                        | Matwei Wassiljewitsch Sacharow (1898–1972)           | 8. September 1959                                | Bauernsohn. Seit 1916 bei den Bolschewiki und ab 1918 in der Roten Armee. Dienst im Russischen Bürgerkrieg, danach und im Zweiten Weltkrieg verschiedene Stabsverwendungen. Von 1945 bis 1949 Leiter der Militärakademie des Generalstabes und 1955–1957 Verteidigungsminister der UdSSR, dann 1957–1960 Befehlshaber der sowjetischen Truppen in der DDR (GSSD). Von 1960 bis 1963 Chef des Generalstabes der UdSSR. Nach dem Unfalltod durch Flugzeugabsturz des Nachfolgers Birjusow erneut von 1964 bis 1971 Generalstabschef.                                                    |
|                                                        | Filipp Iwanowitsch Golikow (1900–1980)               | 6. Mai 1961                                      | Ab 1917 Mitglied der Bolschewiki und Teilnehmer am Russischen Bürgerkrieg. Seit den 1930er Jahren verschiedenen Verwendungen als Polit- und Truppenoffizier. Ab 1940 Chef des militärischen Geheimdienstes (GRU) und im Zweiten Weltkrieg Armeebefehlshaber. Von 1958 bis 1961 Leiter der politischen Hauptverwaltung des Heeres und der Marine. |
|                                                        | Nikolai Iwanowitsch Krylow (1903–1972)               | 6. Mai 1961                                      | Seit 1919 in der Roten Armee und seit 1927 in der KPdSU. Nach dem Dienst als Offizier im Bürgerkrieg Stabsoffizier im Fernen Osten. Armeekommandeur im Zweiten Weltkrieg. Befehlshaber mehrerer Militärbezirke nach dem Krieg. Ab 1963 Stellvertretender Verteidigungsminister und seit 1968 auch Kommandeur der Strategischen Raketen-Waffensysteme der UdSSR. Seit 1961 auch Mitglied im Zentralkomitee der KPdSU. |
|                                                        | Iwan Ignatjewitsch Jakubowski (1912–1976)            | 12. April 1967                                   | 1932 Eintritt in die Rote Armee, 1937 in die KPdSU. Offizier der Panzertruppen im Zweiten Weltkrieg. 1960/61 und 1962 bis 1965 Oberkommandierender der sowjetischen Truppen in der DDR (GSSD). Oberbefehlshaber der Truppen des Warschauer Paktes von 1967 bis 1976. Seit 1961 auch Mitglied im Zentralkomitee der KPdSU. |
|                                                        | Pawel Fjodorowitsch Batizki (1910–1984)              | 15. April 1968                                   | In der Roten Armee seit 1924, Mitglied der KPdSU seit 1938. Divisions- und Korpskommandeur im Zweiten Weltkrieg. Von 1966 bis 1978 Oberbefehlshaber der sowjetischen Luftverteidigung und stellvertretender Verteidigungsminister, sowie Mitglied im Zentralkomitee der KPdSU. |
|                                                        | Pjotr Kirillowitsch Koschewoi (1904–1976)            | 15. April 1968                                   | Korpskommandeur im Zweiten Weltkrieg und anschließend von Kommandant des Sibirischen Militärbezirkes (1957–1960) und des Kiewer Militärbezirkes (1960–65). Danach bis 1969 Befehlshaber der sowjetischen Truppen in der DDR (GSSD). |
|                                                        | Leonid Iljitsch Breschnew (1906–1982)                | 7. Mai 1976                                      | Ab 1923 Soldat und Politoffizier in der Roten Armee und als solcher im Zweiten Weltkrieg tätig. Ab 1931 Mitglied der KPdSU. 1946 Entlassung als Generalmajor. Danach politische Laufbahn und 1966 Generalsekretär der KPdSU. Von 1977 bis 1982 Staatschef der UdSSR. |
|                                                        | Dmitri Fjodorowitsch Ustinow (1908–1984)             | 30. Juli 1976                                    | Arbeitersohn. 1927 Eintritt in die KPdSU und Beschäftigung in der Rüstungsindustrie. Von 1941 bis 1953 Rüstungsminister. Danach bis 1957 Minister für Verteidigungsindustrie. Von 1965 bis 1976 auch Sekretär des Zentralkomitees der KPdSU. Von 1976 bis 1984 Verteidigungsminister der UdSSR. |
|                                                        | Wiktor Georgijewitsch Kulikow (1921–2013)            | 14. Januar 1977                                  | Offizier im Zweiten Weltkrieg und von 1967 bis 1969 Kommandeur des Kiewer Militärbezirkes. Danach bis 1971 Befehlshaber der sowjetischen Truppen in der DDR (GSSD). Von 1971 bis 1977 Dienst als Chef des sowjetischen Generalstabes und danach bis 1989 Oberbefehlshaber der Truppen des Warschauer Paktes. Später Abgeordneter in der Duma. |
|                                                        | Nikolai Wassiljewitsch Ogarkow (1917–1994)           | 14. Januar 1977                                  | Eintritt in die Rote Armee 1938, Mitglied der KPdSU seit 1945. Pionieroffizier im Zweiten Weltkrieg. Nach dem Krieg Stabsoffizier. Ab 1974 Stellvertreter des Ministers der Verteidigung und von 1977 bis 1984 Chef des Generalstabes der Sowjetunion. Seit 1971 auch Mitglied im Zentralkomitee der KPdSU. |
|                                                        | Sergei Leonidowitsch Sokolow (1911–2012)             | 17. Februar 1978                                 | Kommandeur des Leningrader Militärbezirkes von 1965 bis 1967. Befehligte zwischenzeitlich 1979 die sowjetische Intervention in Afghanistan. Danach bis 1987 Verteidigungsminister der UdSSR, wurde aber im Zuge der Rust-Affäre entlassen. Ab 1992 war er Berater im Verteidigungsministerium der Russischen Föderation. |
|                                                        | Sergei Fjodorowitsch Achromejew (1923–1991)          | 25. März 1983                                    | Seit 1940 als Offizier in der Roten Armee und ab 1943 in der KPdSU. Ab 1972 verschiedene Stabsverwendungen und 1984 Chef des Generalstabes und Stellvertretender Verteidigungsminister. Ab 1990 militärischer Berater. Beging nach dem Augustputsch Selbstmord. |
|                                                        | Semjon Konstantinowitsch Kurkotkin (1917–1990)       | 25. März 1983                                    | War von 1968 bis 1971 Befehlshaber des Transkaukasischen Militärbezirkes. Ab 1971 kurzzeitig Kommandeur der sowjetischen Streitkräfte in der DDR (GSSD) und ab 1972 Stellvertretender Verteidigungsminister der UdSSR. |
|                                                        | Wassili Iwanowitsch Petrow (1917–2014)               | 25. März 1983                                    | Kommandierte von 1972 bis 1976 den Fernöstlichen Militärbezirk und war von 1980 bis 1985 Oberbefehlshaber der sowjetischen Landstreitkräfte. |
|                                                        | Dmitri Timofejewitsch Jasow (1924–2020)              | 28. April 1990                                   | Bauernsohn. Ab 1941 Offizier in der Roten Armee und seit 1944 in der KPdSU. 1962/63 Leiter des sowjetischen Lehrzentrums in Kuba. Seit 1972 im Generalsrang und 1987 Verteidigungsminister unter Gorbatschow und Mitglied im Zentralkomitee der KPdSU. 1991 maßgeblich in den Augustputsch verwickelt; deswegen bis 1993 inhaftiert und 2003 rehabilitiert. Seit 1998 militärischer Berater im Verteidigungsministerium der Russischen Föderation. |

## Admirale der Flotte der Sowjetunion
| Bild | Name                                         | Ernennung        | Anmerkungen |
| ---- | -------------------------------------------- | ---------------- | --- |
|      | Nikolai Gerassimowitsch Kusnezow (1904–1974) | 3. März 1955     | Seit 1919 in der Marine und ab 1926 Offizier. 1936 Marineattaché in Spanien, 1937 Kommandant der Pazifikflotte und 1939 Volkskommissar der Marine. Nach dem Krieg 1948 zum Vizeadmiral degradiert und entlassen. 1953 rehabilitiert, wurde er unter Chruschtschow 1956 erneut degradiert und entlassen. Erst 1988 wurde er posthum rehabilitiert.                                                                                   |
|      | Iwan Stepanowitsch Issakow (1894–1967)       | 3. März 1955     | Armenischer Abstammung. Studierte erst Mathematik, bevor er 1917 Unteroffizier in der russischen Flotte wurde. Ab 1922 Generalstabsdienst. Kommandant der Baltischen Flotte 1937, wurde er 1942 zur Nordkaukasusfront versetzt. |
|      | Sergei Georgijewitsch Gorschkow (1910–1988)  | 28. Oktober 1967 | Ukrainischer Abstammung. Eintritt in die Marine 1927. Physik- und Mathematikstudium, bevor er 1931 Offizier wurde. Im Zweiten Weltkrieg Kommandant kleinerer Flottillen, wobei er sein Kommando verlor. Ab 1956 Oberbefehlshaber der Sowjetischen Marine und stellvertretender Volkskommissar für Verteidigung. Ab 1961 Mitglied im Zentralkomitee der KPdSU. Reorganisation der sowjetischen Marine. Entlassung unter Gorbatschow. |

## Hauptmarschälle der Waffengattungen
| Bild                                 | Name                                                  | Ernennung                            | Anmerkungen |
| Hauptmarschälle der Luftstreitkräfte | Hauptmarschälle der Luftstreitkräfte                  | Hauptmarschälle der Luftstreitkräfte | Hauptmarschälle der Luftstreitkräfte |
| ------------------------------------ | ----------------------------------------------------- | ------------------------------------ | --- |
|                                      | Alexander Alexandrowitsch Nowikow (1900–1976)         | 21. Februar 1944                     | Kommandeur verschiedener Lufteinheiten im Zweiten Weltkrieg und von 1942 bis 1946 Oberbefehlshaber der Luftstreitkräfte. Danach bis 1953 in Haft. Nach der Entlassung ab 1956 Leiter Hochschule für zivile Luftfahrt. |
|                                      | Alexander Jewgenjewitsch Golowanow (1904–1975)        | 19. August 1944                      | Arbeiter in der zivilen Luftfahrt und im Zweiten Weltkrieg Kommandeur verschiedener Fliegereinheiten. Ab 1942 Kommandeur der Fernfliegerkräfte (ADD). Fiel 1948 in Ungnade. |
|                                      | Pawel Fjodorowitsch Schigarew (1900–1963)             | 11. März 1955                        | Von 1941 bis 1942 Oberbefehlshaber der Luftstreitkräfte und danach in den Fernen Osten versetzt. Von 1949 bis 1957 erneut Oberbefehlshaber. Danach Chef der Hauptverwaltung der zivilen Luftfahrt. |
|                                      | Konstantin Andrejewitsch Werschinin (1900–1973)       | 8. Mai 1959                          | Tischler. 1919 Eintritt in die Rote Armee und KPdSU. Kommandierte eine Luftarmee im Zweiten Weltkrieg. Nach dem Krieg von 1946 bis 1949 und 1957 bis 1969 Oberbefehlshaber der sowjetischen Luftstreitkräfte. Dazwischen von 1952 bis 1954 Kommandeur der Luftverteidigung. Ab 1956 Mitglied des Zentralkomitees der KPdSU. und von 1961 bis 1971 im Obersten Sowjet. |
|                                      | Pawel Stepanowitsch Kutachow (1914–1984)              | 3. November 1972                     | Mechaniker. Trat 1935 in die Rote Armee als Flieger ein und nahm am Krieg gegen Finnland und dem Zweiten Weltkrieg teil. Kommandiert ab 1944 ein Jagdgeschwader und wurde 1969 Chef der Luftstreitkräfte. Seit 1971 Mitglied im Zentralkomitee der KPdSU. |
|                                      | Boris Pawlowitsch Bugajew (1923–2007)                 | 28. Oktober 1977                     | Diente im Zweiten Weltkrieg als Flieger und erhielt danach eine zivile Flugausbildung. Erschloss nach 1958 einige neue Flugrouten und leitete die Abteilung für besondere Verwendung. Von 1970 bis 1987 Minister für zivile Luftfahrt und seit 1971 Mitglied im Zentralkomitee der KPdSU. Später auch Mitglied des Obersten Sowjet.                                   |
|                                      | Alexander Iwanowitsch Koldunow (1923–1992)            | 31. Oktober 1984                     | Jagdflieger im Zweiten Weltkrieg. Danach von 1978 bis 1987 Kommandeur der Luftverteidigung der UdSSR. |
| Hauptmarschälle der Artillerie       |                                                       |                                      | |
|                                      | Nikolai Nikolajewitsch Woronow (1899–1968)            | 21. Februar 1944                     | Offizier im Spanischen Bürgerkrieg. Von 1937 bis 1940 und 1941 bis 1950 Kommandeur der Artillerie der Roten Armee. Danach Leiter der Artillerie-Akademien der sowjetischen Streitkräfte. |
|                                      | Mitrofan Iwanowitsch Nedelin (1902–1960)              | 8. Mai 1959                          | Seit 1920 in der Roten Armee und 1924 in der KPdSU. Von 1937 bis 1939 Teilnehmer am Spanischen Bürgerkrieg. Danach Truppenkommandeur im Krieg gegen Finnland und im Zweiten Weltkrieg. Ab 1953 Befehlshaber der Artillerie und seit 1959 der strategischen Raketentruppen der Sowjetarmee. Starb bei der Explosion einer Rakete.                                      |
|                                      | Sergei Sergejewitsch Warenzow (1901–1971)             | 6. Mai 1961                          | Im Zweiten Weltkrieg General. Ende der 1950er Kommandeur der Artillerie der Landstreitkräfte. 1963 zum Generalmajor degradiert. |
|                                      | Wladimir Fjodorowitsch Tolubko (1914–1989)            | 25. März 1983                        | Kommandeur einer Panzerbrigade im Zweiten Weltkrieg. Nach dem Krieg bis 1972 verschiedene Truppenkommandos. Danach Oberbefehlshaber der strategischen Raketen der UdSSR. |
| Hauptmarschälle der Panzertruppen    |                                                       |                                      | |
|                                      | Pawel Alexejewitsch Rotmistrow (1901–1982)            | 28. April 1962                       | Truppenkommandeur im Zweiten Weltkrieg. Nach dem Krieg von 1958 bis 1964 Leiter der Akademie der Panzertruppen. |
|                                      | Hamasasp Chatschaturowitsch Babadschanjan (1906–1977) | 29. April 1975                       | Armenischer Abstammung. Seit 1942 bei der Panzertruppe und bis 1945 Korpskommandeur. Von 1969 bis 1977 Oberbefehlshaber der Panzerstreitkräfte der UdSSR. |